# Лысовский сельский совет (Полтавская область)
Лысовский сельский совет (укр. Лисівська сільська рада) — входит в состав
Гадячского района
Полтавской области
Украины.
Административный центр сельского совета находится в 
с. Лысовка.

## История
- 1920 — дата образования.

## Населённые пункты совета
- с. Лысовка
- с. Глубокое
- с. Круглое Озеро
- с. Малая Обуховка
- с. Млыны
- с. Перевоз
- с. Солдатово